# Just the Two of Us (Grover Washington Jr.)
Just the Two of Us è un singolo del musicista statunitense Grover Washington Jr., pubblicato nel 1981 come estratto dall'undicesimo album in studio Winelight.
Il brano è stato scritto da Bill Withers, William Salter e Ralph MacDonald e inciso da Grover Washington Jr. e Bill Withers. Raggiunse il secondo posto della Billboard Hot 100, rimanendoci per 3 settimane e vinse il Grammy Award alla miglior canzone R&B. Withers ne incise un'altra versione per un suo CD di greatest hits.

## Classifiche
| Classifica (1981) | Posizione massima |
| ----------------- | ----------------- |
| Stati Uniti       | 2                 |

## Cover
Un anno dopo la canzone venne registrata in una versione spagnola dal cantante messicano José José con il titolo "Sólo Tú y Yo" per il suo album Gracias (1981). 

Il brano fu oggetto di numerose cover tra cui quelle di Mietta (Just the Two of Us (Dentro L'Anima)), di Will Smith, di Toshinobu Kubota e degli Exile.

### Versione di Will Smith
Il rapper statunitense Will Smith nel 1998 ha pubblicato l'omonimo singolo dallo stesso titolo, che è ispirato a questo brano e l'ha inserito all'interno del suo primo album in studio Big Willie Style.